# Esnandes
Esnandes [ɛnɑ̃d] est une commune du Sud-Ouest de la France située dans le département de la Charente-Maritime (région Nouvelle-Aquitaine).
Ses habitants sont appelés les Esnandais.

## Géographie

### Situation géographique

Position d’Esnandes en Charente-Maritime.

Esnandes est une commune résidentielle située dans la deuxième couronne péri-urbaine de l'aire urbaine de La Rochelle, à 9 km au nord de La Rochelle, au bord de la mer, face à la baie de l’Aiguillon.
Sur un plan plus général, Esnandes est située dans la partie sud-ouest de la France, au centre de la côte atlantique dont elle est riveraine, faisant partie du « Midi atlantique ».

### Localisation géographique
|                     | Charron  |           |
| Baie de l’Aiguillon | Esnandes | Villedoux |
|                     | Marsilly |           |

### Le cadre géographique

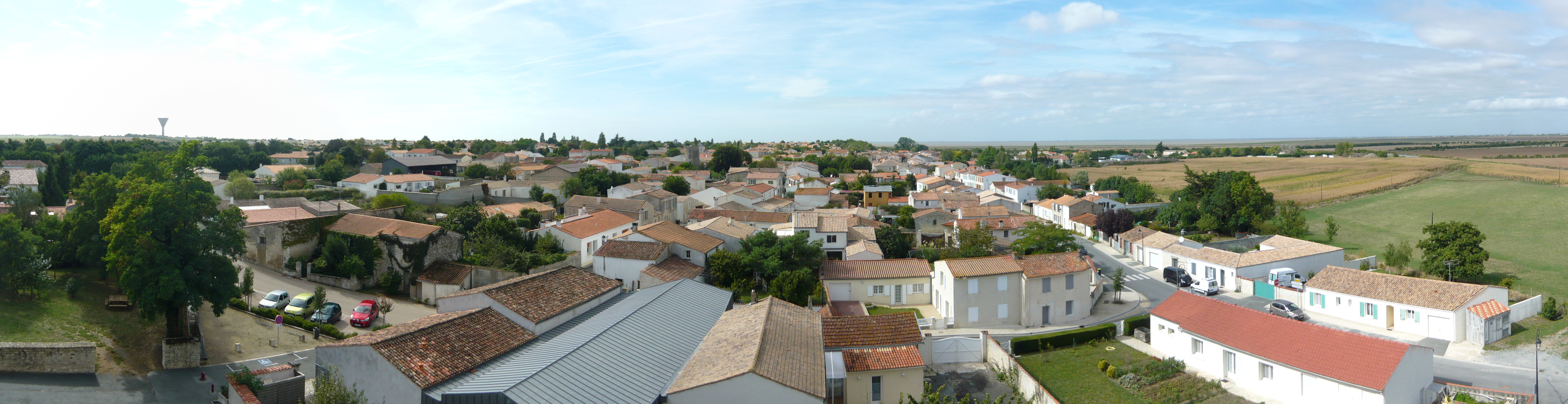
Panorama d'Esnandes vu depuis l'église. On aperçoit au fond la baie de l'Aiguillon.

Esnandes est avant tout une commune maritime. Son littoral est formé de falaises vives qui surplombent la baie de l’Aiguillon que les eaux de l'océan viennent saper lors des grandes tempêtes hivernales, et de falaises mortes où celles-ci rappellent l'ancien rivage du golfe des Pictons. Ces falaises blanches sont issues du calcaire du Jurassique ancien et terminent la table calcaire de la plaine de l'Aunis à laquelle Esnandes fait partie.
Au nord de cette ligne de falaises calcaires commence la vaste dépression du Marais poitevin où le canal du Curé vient servir de limite communale séparant Esnandes de Charron.
L'histoire d’Esnandes autant que ses origines sont liées depuis le Moyen Âge à la culture des moules dont la pratique fait vivre encore aujourd’hui plusieurs de ses familles.

## Urbanisme

### Typologie
Au 1er janvier 2024, Esnandes est catégorisée bourg rural, selon la nouvelle grille communale de densité à 7 niveaux définie par l'Insee en 2022.
Elle appartient à l'unité urbaine d'Esnandes, une unité urbaine monocommunale constituant une ville isolée,. Par ailleurs la commune fait partie de l'aire d'attraction de La Rochelle, dont elle est une commune de la couronne,. Cette aire, qui regroupe 72 communes, est catégorisée dans les aires de 200 000 à moins de 700 000 habitants,.
La commune, bordée par l'océan Atlantique, est également une commune littorale au sens de la loi du 3 janvier 1986, dite loi littoral. Des dispositions spécifiques d’urbanisme s’y appliquent dès lors afin de préserver les espaces naturels, les sites, les paysages et l’équilibre écologique du littoral, tel le principe d'inconstructibilité, en dehors des espaces urbanisés, sur la bande littorale des 100 mètres, ou plus si le plan local d’urbanisme le prévoit.

### Occupation des sols
L'occupation des sols de la commune, telle qu'elle ressort de la base de données européenne d’occupation biophysique des sols Corine Land Cover (CLC), est marquée par l'importance des territoires agricoles (86,7 % en 2018), en diminution par rapport à 1990 (88,8 %). La répartition détaillée en 2018 est la suivante : 
terres arables (68,9 %), zones urbanisées (12,6 %), prairies (12 %), zones agricoles hétérogènes (5,8 %), zones humides côtières (0,7 %). L'évolution de l’occupation des sols de la commune et de ses infrastructures peut être observée sur les différentes représentations cartographiques du territoire : la carte de Cassini (XVIIIe siècle), la carte d'état-major (1820-1866) et les cartes ou photos aériennes de l'IGN pour la période actuelle (1950 à aujourd'hui).

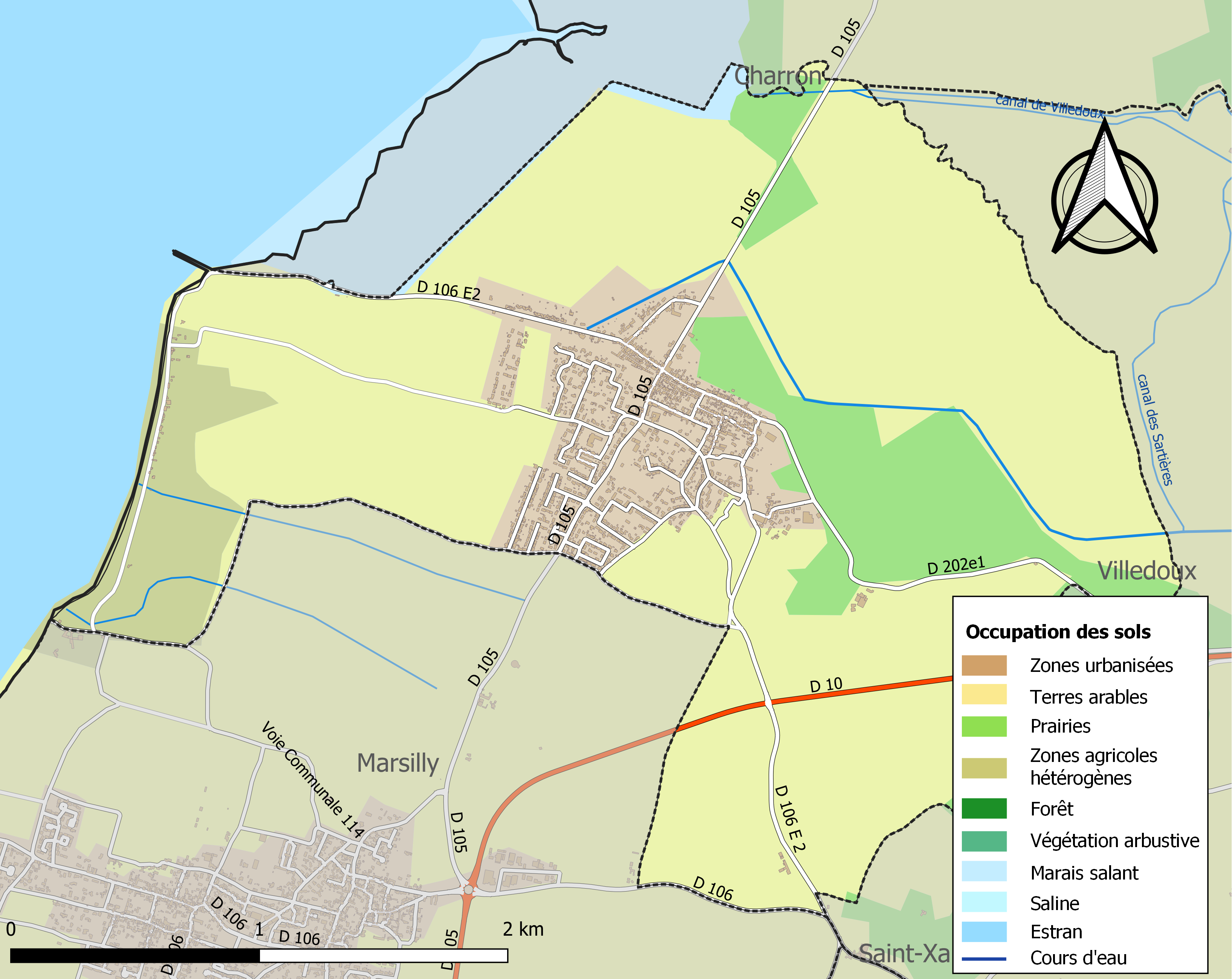
Carte des infrastructures et de l'occupation des sols de la commune en 2018 (CLC).

### Risques majeurs
Le territoire de la commune d'Esnandes est vulnérable à différents aléas naturels : météorologiques (tempête, orage, neige, grand froid, canicule ou sécheresse), inondations, mouvements de terrains et séisme (sismicité modérée). Il est également exposé à un risque technologique,  le transport de matières dangereuses. Un site publié par le BRGM permet d'évaluer simplement et rapidement les risques d'un bien localisé soit par son adresse soit par le numéro de sa parcelle.

#### Risques naturels
La commune fait partie du territoire à risques importants d'inondation (TRI) de la baie de l'Aiguillon, regroupant 16 communes concernées par un risque de submersion marine sur le secteur de La Baie d’Aiguillon (6 en Charente-Maritime et 10 en Vendée), un des 21 TRI qui ont été arrêtés fin 2012 sur le bassin Loire-Bretagne et confirmé en 2018 lors du second cycle de la Directive inondation. Les submersions marines les plus marquantes des XXe et XXIe siècles antérieures à 2019 sont celles liées à la tempête du 16 novembre 1940, à la tempête du 15 février 1957, aux tempêtes Lothar et Martin des 26 et 27 décembre 1999 et à la tempête Xynthia des 27 et 28 février 2010. C’est à la suite de cette tempête que l’État a défini des zones de solidarité où les parcelles considérées comme trop dangereuses pour y maintenir des maisons peuvent à terme être expropriées, sur les communes de La Faute-sur-Mer et de L'Aiguillon-sur-Mer (Vendée), et Charron (Charente-Maritime). Les maisons situées dans ces zones, soumises à enquête publique, ont fait l'objet soit d'un rachat à l'amiable par l'État, soit, au terme d'une enquête publique, d'une expropriation. Des cartes des surfaces inondables ont été établies pour trois scénarios : fréquent (crue de temps de retour de 10 ans à 30 ans), moyen (temps de retour de 100 ans à 300 ans) et extrême (temps de retour de l'ordre de 1 000 ans, qui met en défaut tout système de protection),. La commune a été reconnue en état de catastrophe naturelle au titre des dommages causés par les inondations et coulées de boue survenues en 1982, 1999 et 2010,.

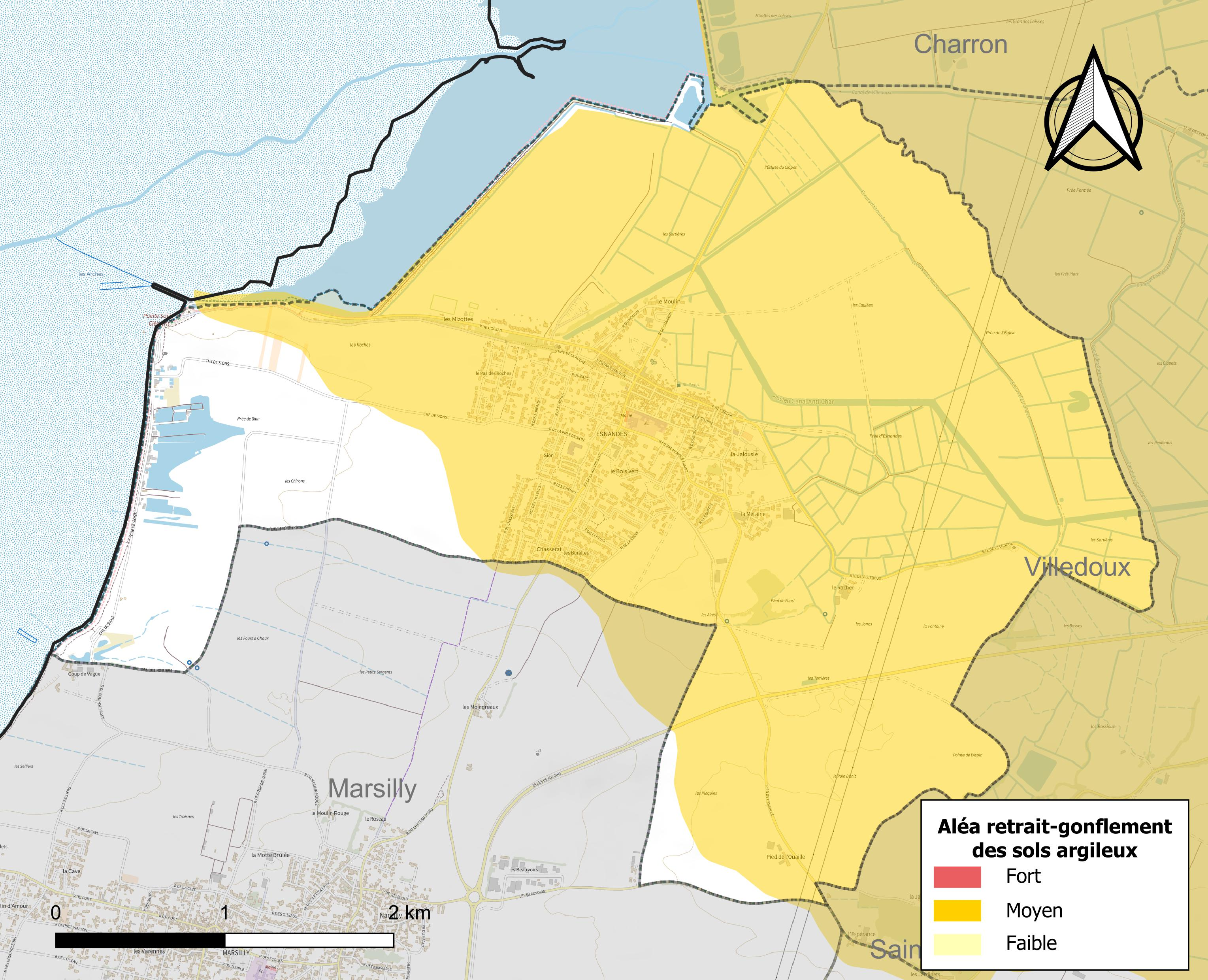
Carte des zones d'aléa retrait-gonflement des sols argileux d'Esnandes.

Les mouvements de terrains susceptibles de se produire sur la commune sont des tassements différentiels.
Le retrait-gonflement des sols argileux est susceptible d'engendrer des dommages importants aux bâtiments en cas d’alternance de périodes de sécheresse et de pluie. 82,8 % de la superficie communale est en aléa moyen ou fort (54,2 % au niveau départemental et 48,5 % au niveau national). Sur les 912 bâtiments dénombrés sur la commune en 2019,  911 sont en aléa moyen ou fort, soit 100 %, à comparer aux 57 % au niveau départemental et 54 % au niveau national. Une cartographie de l'exposition du territoire national au retrait gonflement des sols argileux est disponible sur le site du BRGM,.
Par ailleurs, afin de mieux appréhender le risque d’affaissement de terrain, l'inventaire national des cavités souterraines permet de localiser celles situées sur la commune.
Concernant les mouvements de terrains, la commune a été reconnue en état de catastrophe naturelle au titre des dommages causés par la sécheresse en 1989, 2003, 2005 et 2018 et par des mouvements de terrain en 1999 et 2010.

#### Risques technologiques
Le risque de transport de matières dangereuses sur la commune est lié à sa traversée par une ou des infrastructures routières ou ferroviaires importantes ou la présence d'une canalisation de transport d'hydrocarbures. Un accident se produisant sur de telles infrastructures est susceptible d’avoir des effets graves sur les biens, les personnes ou l'environnement, selon la nature du matériau transporté. Des dispositions d’urbanisme peuvent être préconisées en conséquence.

## Toponymie
Relatée sous les noms Ebsninda vers 990, Esnenda vers 1098. Sans doute issu de l'anthroponyme Ebnandus, issu de la contraction des éléments germaniques Ebur (sanglier) et Nand (hardi).

## Histoire
La première mention écrite d'Esnandes date de 920.
En 1987 des fouilles permettent de remonter dans l'histoire d'Esnandes de plusieurs millénaires. On y trouve un fossé protohistorique et des sites à sel dont un derrière l'église. L'occupation romaine y laissa des traces sous la forme d'une villa gallo-romaine à la pointe Saint-Clément.

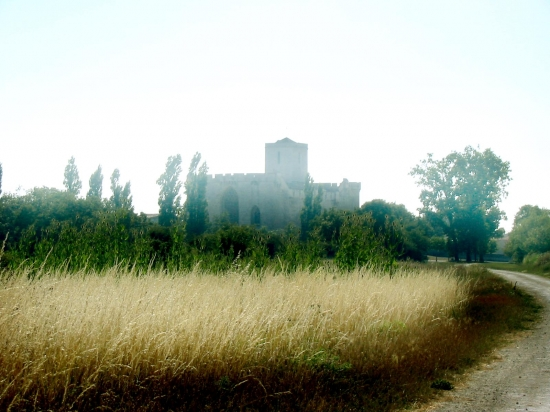
L'église.

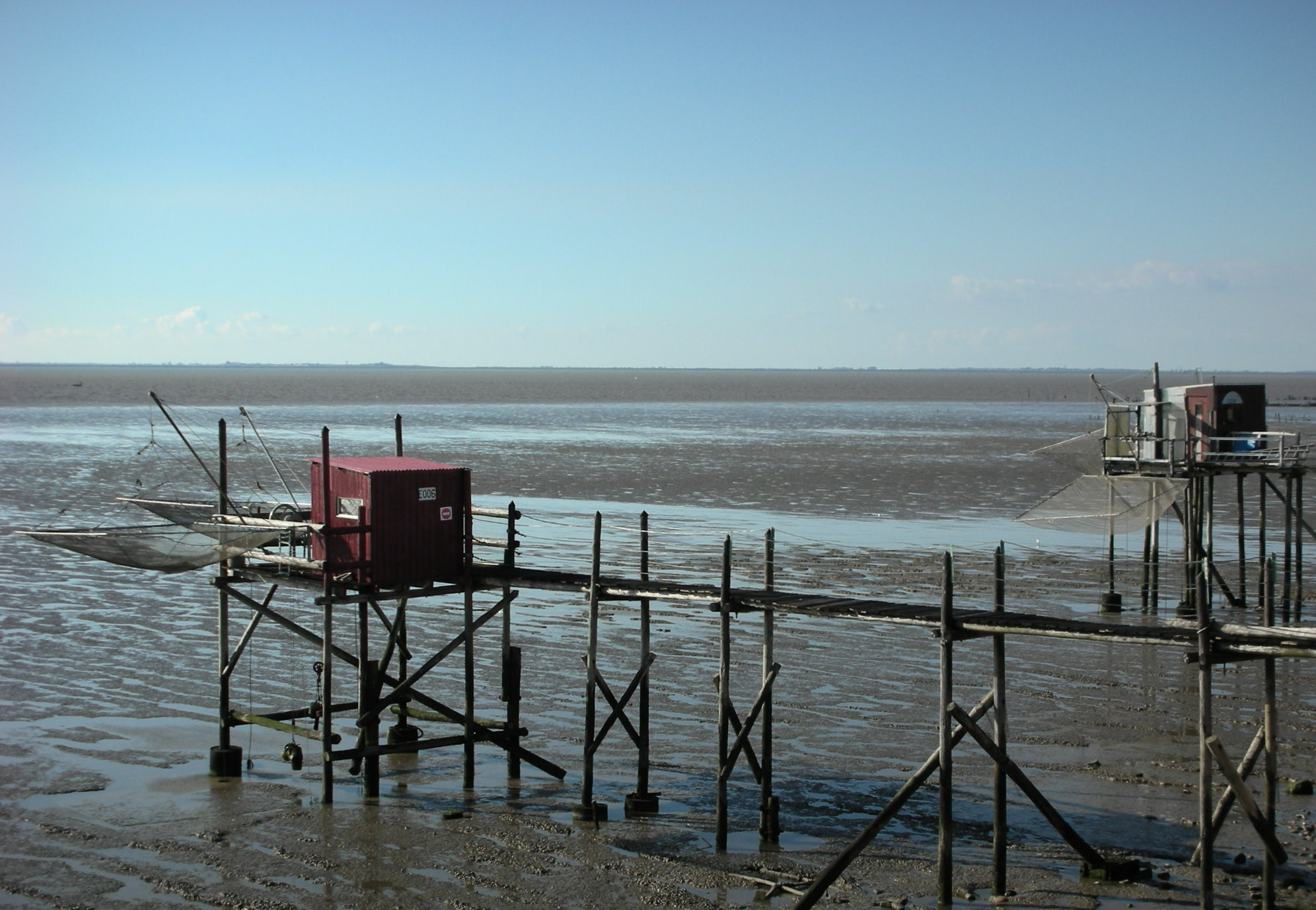
Pontons de pêche au carrelet à Esnandes.

Esnandes est célèbre pour son église fortifiée. En 1622 le Conseil de la ville de La Rochelle en ordonne la destruction en tant que place forte catholique.
Les noms des syndics de la paroisse sont parvenus jusqu'à nous :
- 1737 François Dugas, boucholeur ;
- 1754 Mathurin Michelon, aubergiste ;
- 1754-1759 François Maudet ;
- 1759-1765 Jacques Blanchard, marchand, élu le 19 août 1759 ;
- 1766 Jean-Baptiste Mesnard, marchand, élu le 24 janvier 1766 ;
- 1781 Jacques Choyau ;
- 1782-1787 Jean Maudet, décédé le 13 juillet 1787 à 56 ans ;
- 1787-1789 Charles Valton, boucholeur.

Son activité principale est la mytiliculture ou élevage des moules dont l'origine remonte, dit-on, à Patrice Walton, un Irlandais échoué sur son rivage au XIIIe siècle. Ce fut la naissance des premiers bouchots.

## Administration

### Intercommunalité
La commune d'Esnandes fait partie de la communauté d'agglomération de La Rochelle dont elle est l'une des 28 communes. C'est l'intercommunalité la plus peuplée de la Charente-Maritime mais aussi de la région Poitou-Charentes.
Esnandes fait partie d'un syndicat intercommunal à vocation unique (SIVU) éducatif, un établissement public de coopération intercommunale.

### Jumelages
Esnandes est jumelée avec Thorens-Glières.

## Population et société

### Démographie

#### Évolution démographique
L'évolution du nombre d'habitants est connue à travers les recensements de la population effectués dans la commune depuis 1793. Pour les communes de moins de 10 000 habitants, une enquête de recensement portant sur toute la population est réalisée tous les cinq ans, les populations de référence des années intermédiaires étant quant à elles estimées par interpolation ou extrapolation. Pour la commune, le premier recensement exhaustif entrant dans le cadre du nouveau dispositif a été réalisé en 2005.

En 2022, la commune comptait 2 132 habitants, en évolution de +3,7 % par rapport à 2016 (Charente-Maritime : +4,04 %, France hors Mayotte : +2,11 %).
| 1793 | 1800 | 1806 | 1821 | 1831 | 1836 | 1841 | 1846 | 1851 |
| ---- | ---- | ---- | ---- | ---- | ---- | ---- | ---- | ---- |
| 650  | 616  | 633  | 665  | 770  | 724  | 734  | 737  | 750  |

| 1856 | 1861 | 1866 | 1872 | 1876 | 1881 | 1886 | 1891 | 1896 |
| ---- | ---- | ---- | ---- | ---- | ---- | ---- | ---- | ---- |
| 730  | 815  | 832  | 793  | 845  | 911  | 907  | 842  | 826  |

| 1901 | 1906 | 1911 | 1921 | 1926 | 1931 | 1936 | 1946 | 1954 |
| ---- | ---- | ---- | ---- | ---- | ---- | ---- | ---- | ---- |
| 857  | 849  | 789  | 638  | 607  | 602  | 633  | 633  | 700  |

| 1962 | 1968 | 1975 | 1982  | 1990  | 1999  | 2005  | 2006  | 2010  |
| ---- | ---- | ---- | ----- | ----- | ----- | ----- | ----- | ----- |
| 713  | 719  | 781  | 1 370 | 1 730 | 1 836 | 1 933 | 1 988 | 2 063 |

| 2015  | 2020  | 2022  | - | - | - | - | - | - |
| ----- | ----- | ----- | - | - | - | - | - | - |
| 2 059 | 2 079 | 2 132 | - | - | - | - | - | - |

## Économie

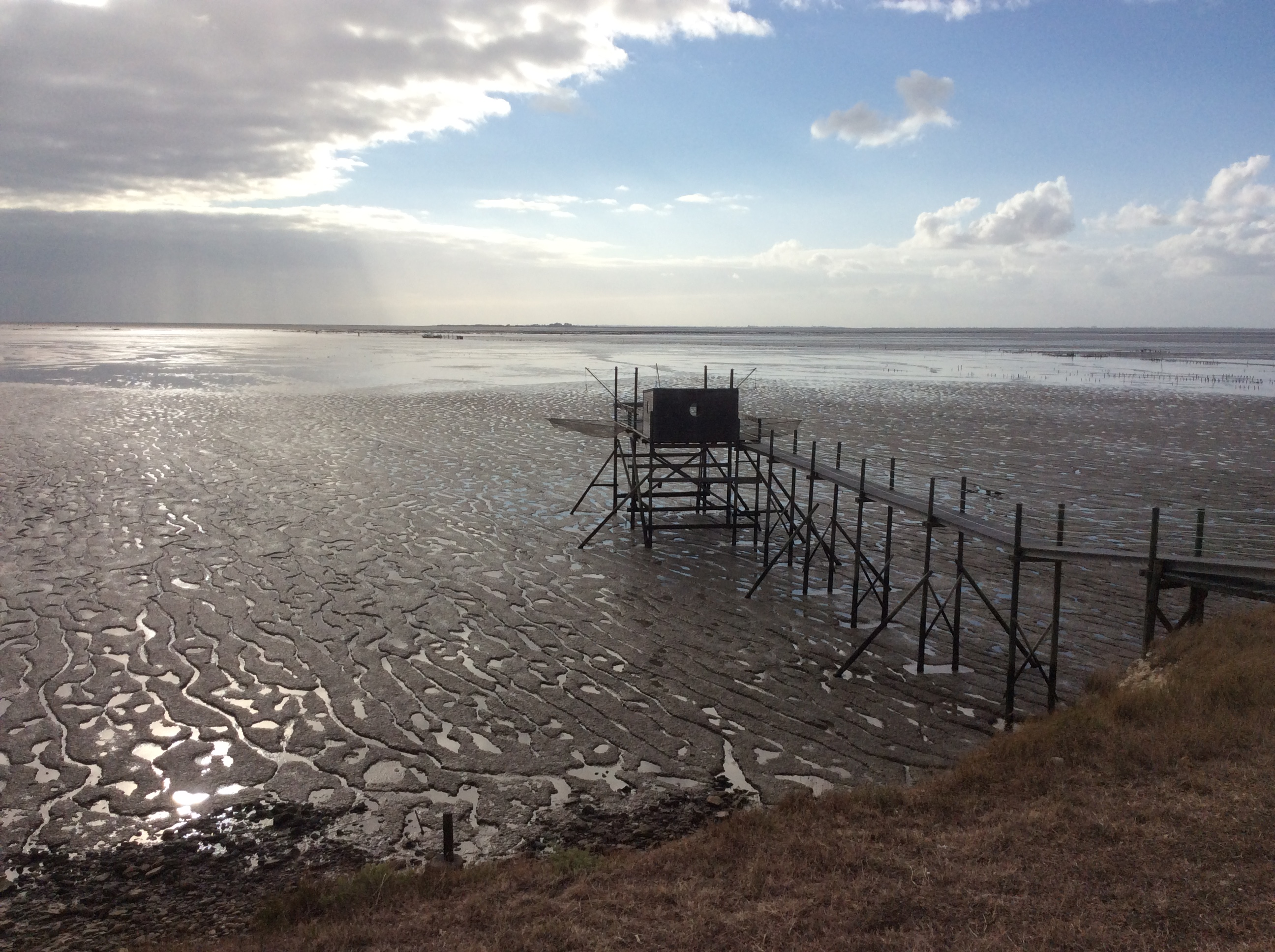
Vue d'un carrelet depuis les falaises d’Esnandes. Juillet 2015.

- 23 mytiliculteurs produisent des moules de bouchot, la « Charron »[30].
- 8 exploitations agricoles sont encore en activité.
- 5 entreprises dans l’industrie et 12 dans la construction.
- Dans le secteur dit tertiaire, Esnandes a 6 commerces et 8 services. Dans le détail, ces activités sont les suivantes :
  - plusieurs commerces de détail sont en exercice dans le bourg dont une boulangerie, une épicerie ;
  - un café/tabac/presse/jeux de loterie, une auto-école ;
  - sur le plan des services de la santé, la commune est dotée de deux médecins, un chirurgien-dentiste, une infirmière, un masseur-kinésithérapeute et une orthophoniste. Une pharmacie est également présente ;
  - un bureau de poste.

## Culture locale et patrimoine

### Lieux et monuments

#### Patrimoine civil
- Table d'orientation sur la pointe Saint-Clément.
- Maison d'Alcide d'Orbigny.

#### Patrimoine religieux
Le prieuré Saint-Martin ou église Saint-Martin, dépendait dès 1029 de l'abbaye royale de Saint-Jean-d'Angély. L'édifice primitif construit aux XIe et XIIe siècles a été reconstruit, fortifié au XIVe siècle puis remanié encore plusieurs fois. Il a été inscrit monument historique en 1840.
La façade garde sa base romane du XIIe siècle qui est surmontée d'un crénelage et encadré par deux échauguettes qui forment un ensemble complet de mâchicoulis sur consoles. Le clocher est une tour carrée percée d'étroites fenêtres. Un escalier à vis en donne l'accès ainsi qu'au chemin de ronde muni de crénelages, de mâchicoulis et de bretèches. Le mur Est est percé de trois fenêtres.
Il s'ajoute à ce dispositif de défense une poterne et un fossé.
La nef est voûtée d'ogives qui reposent sur des colonnes et forme trois vaisseaux et cinq travées avec chevet plat.
Les deux sacristies sont derrière les autels latéraux, de style gothique flamboyant.
Les guerres de Religion ont été à l'origine d'importants dégâts. Dès la chute de La Rochelle (28 octobre 1628) des travaux de réparation furent envisagés. Ils débutèrent en 1629 et devaient se poursuivre jusqu'en 1740. Les réparations portèrent sur l'ensemble du bâtiment et de la voûte de la nef et du chœur. L'église a été restaurée à nouveau au XIXe siècle à partir de 1864. La couverture est refaite en 1996. 2010 -Des travaux de réfection de la toiture ont été achevés.

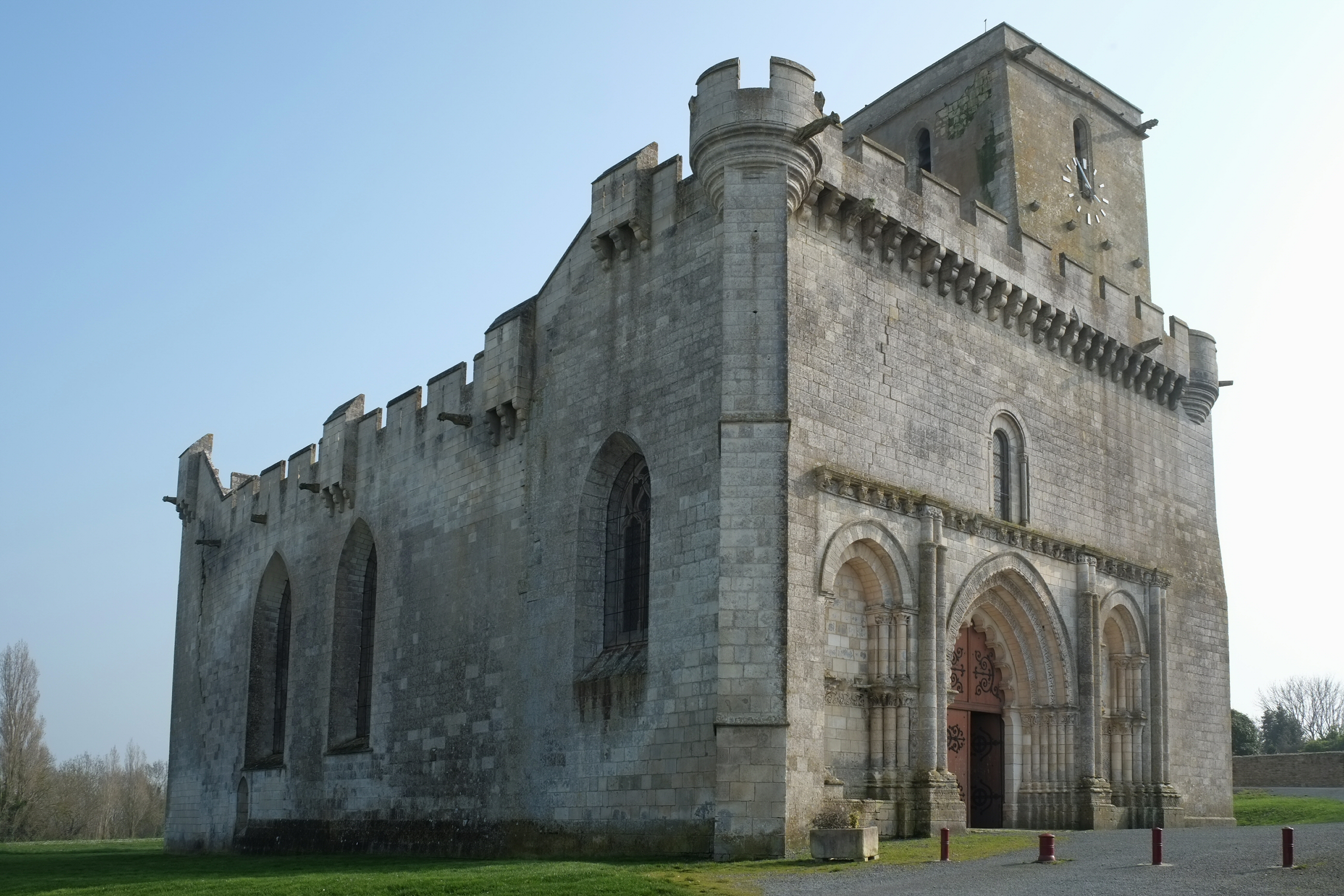
L'église Saint-Martin.
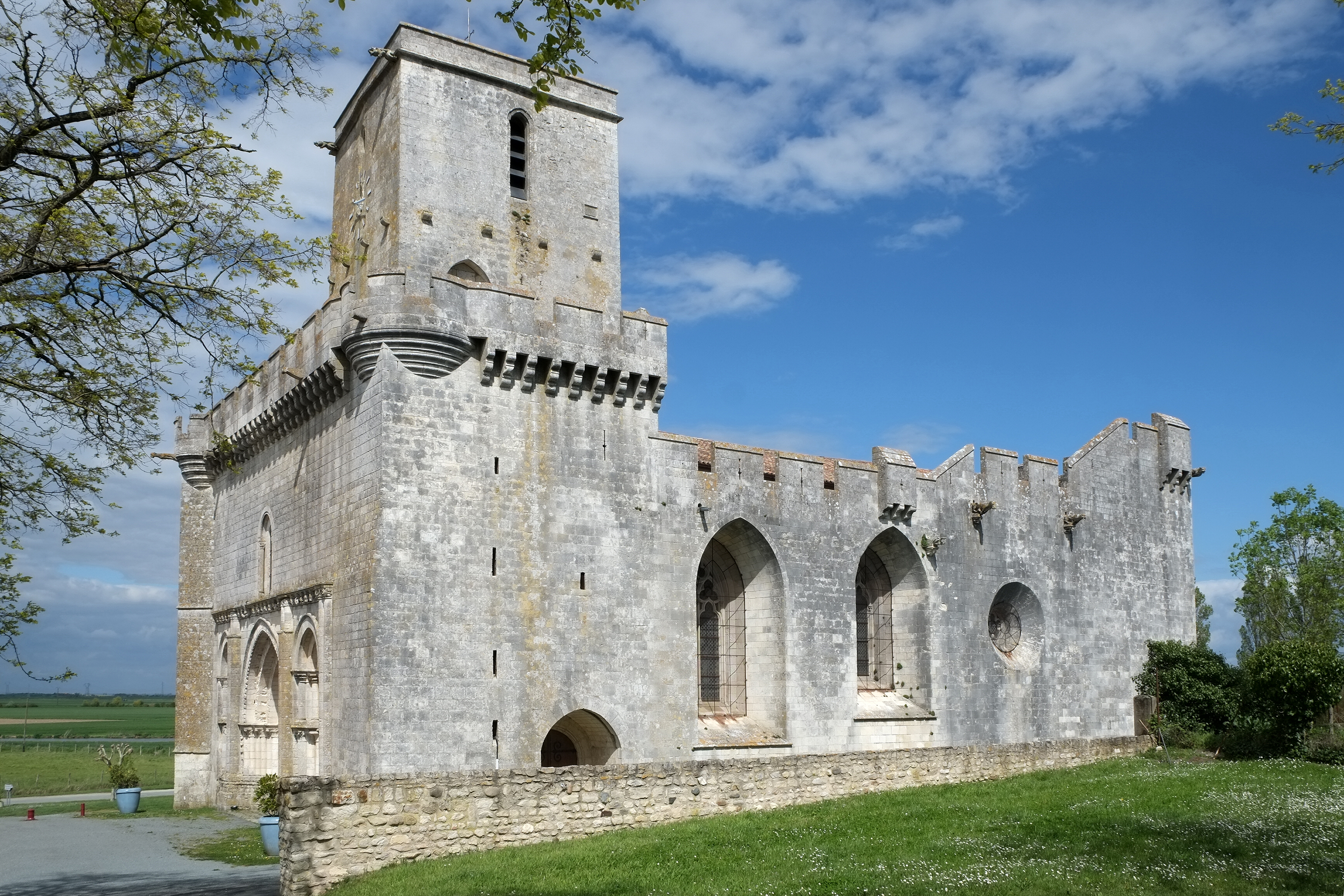
L'église Saint-Martin côté sud.
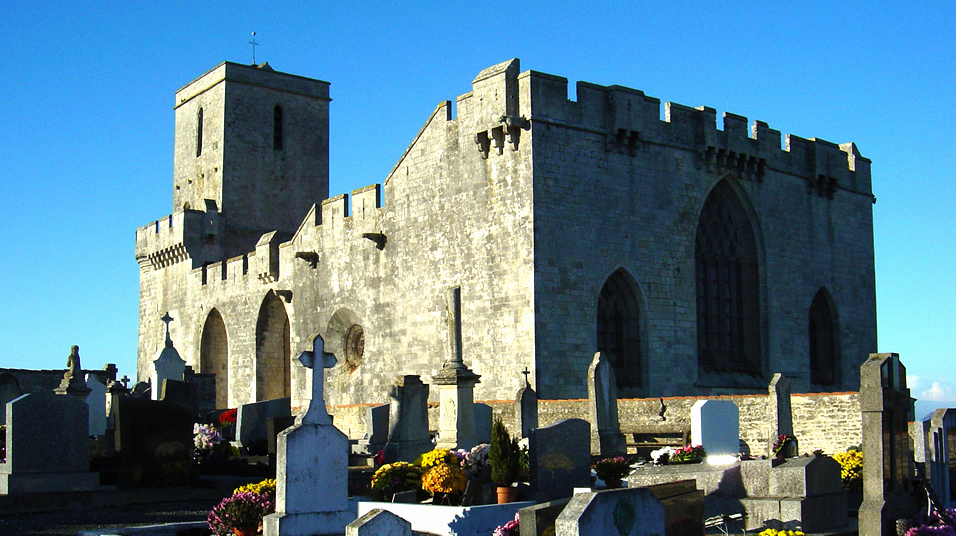
L'église Saint-Martin vue depuis le cimetière.
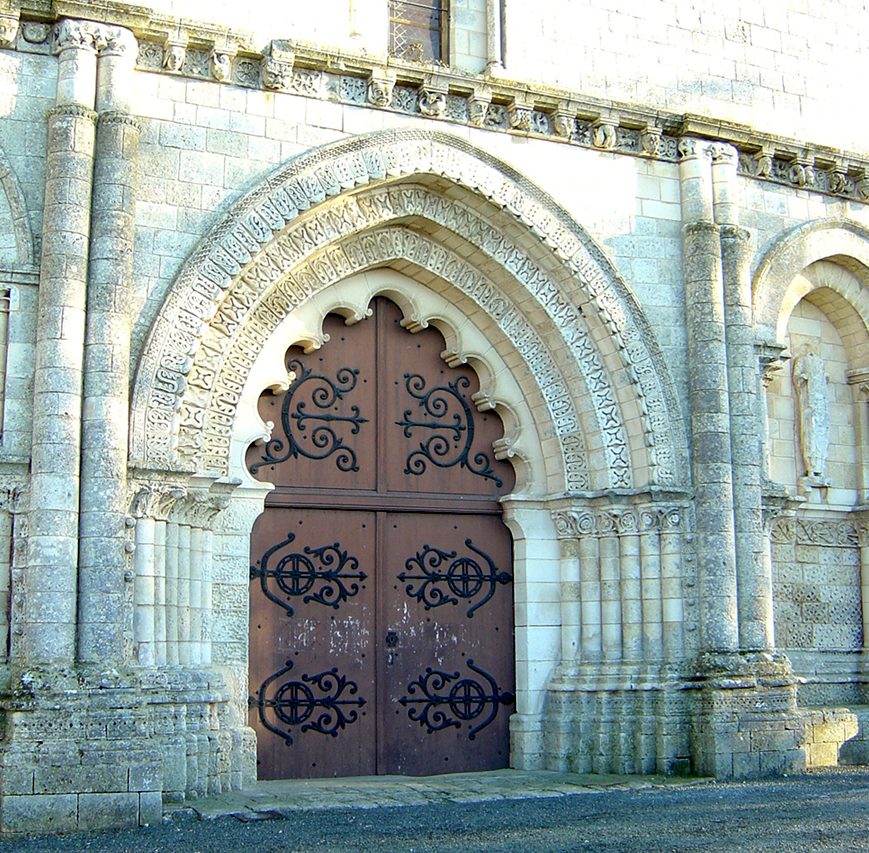
Portail de l'église Saint-Martin.
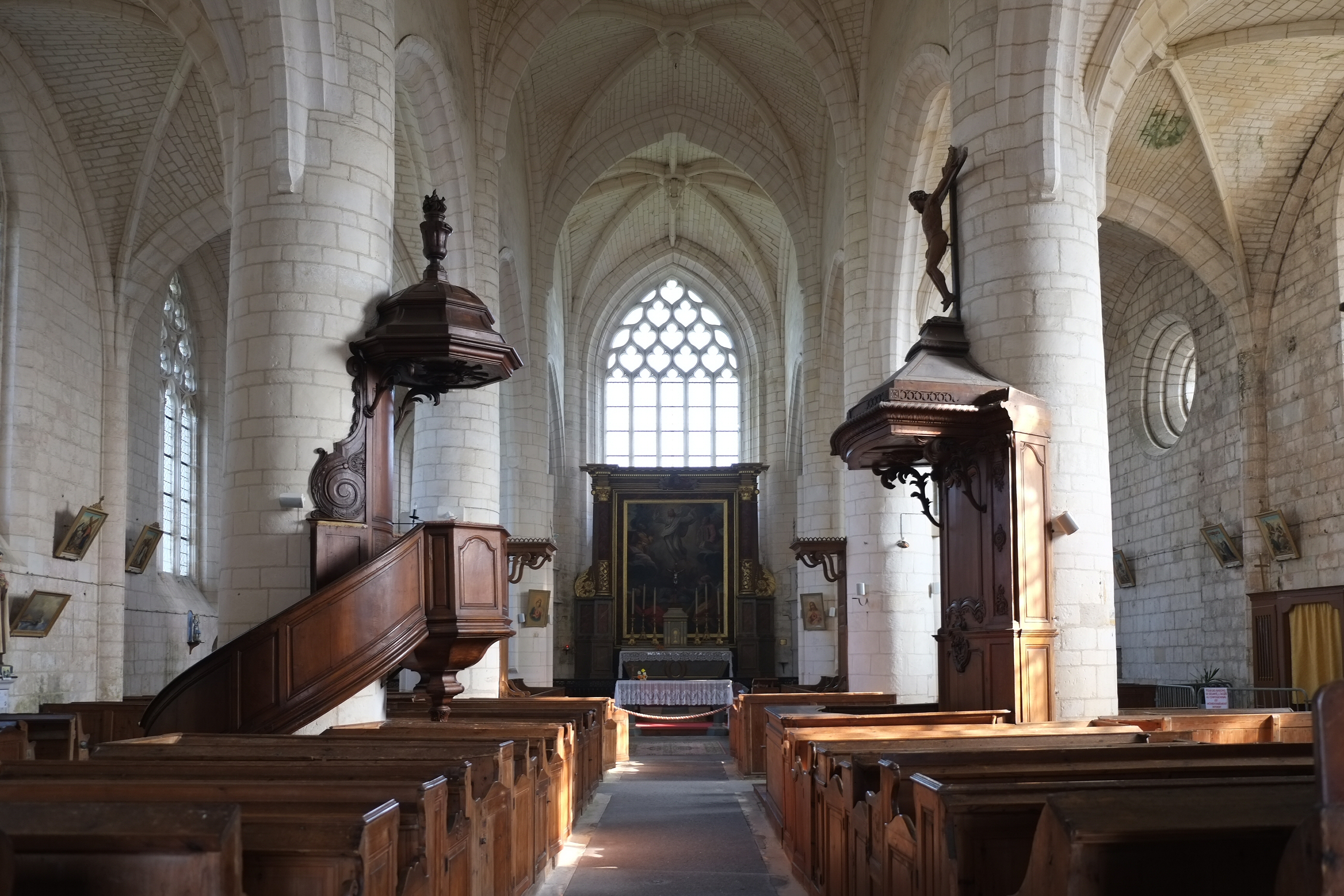
Nef de l'église Saint-Martin.

### Patrimoine culturel

#### La Maison de la Baie du Marais poitevin
La Maison de la Baie du Marais poitevin qui a été labellisée Musée de France est le reflet du patrimoine local et du savoir-faire de l'élevage de la moule.
Afin de découvrir la mytiliculture et l’environnement dans lequel évolue la moule, la Maison de la Mytiliculture propose une muséographie dynamique et interactive et une scénographie originale sur la baie de l'Aiguillon ainsi que des expositions temporaires.

### Patrimoine environnemental
La pointe Saint-Clément, le chemin côtier dit des Douaniers et ses carrelets,  attirent les flâneurs.

### Esnandes et le cinéma
En 2013, a été tourné dans la commune le téléfilm Les François de Jérôme Foulon.
En 2011, Esnandes a accueilli Bernard Giraudeau et l'équipe de tournage local pour son téléfilm « Un été glacé ».
En novembre 2017, Esnandes a reçu l'équipe de tournage de la série allemande qui s'inspire du film  "Das Boot" de Wolfgang Petersen.

### Personnalités liées à la commune
- Les seigneurs Guy et Amaury de Vivonne (croisades de 1129 et 1194) qui devinrent rois de Chypre et de Jérusalem ;
- la famille d'Alcide d'Orbigny, zoologiste français, vécut dans une maison à Esnandes ;
- Georges Simenon dont plusieurs ouvrages ont pour cadre Esnandes et les communes voisines.

### Héraldique
| Blason | Blasonnement : Écartelé : au 1er et 4e fascé d’argent et d’azur de huit pièces, au 2e et 3e à cinq points d’or équipolés à quatre d’azur. |